# Phomopsis tersa
Phomopsis tersa är en svampart som först beskrevs av Pier Andrea Saccardo, och fick sitt nu gällande namn av B. Sutton 1980. Phomopsis tersa ingår i släktet Phomopsis och familjen Diaporthaceae.   Inga underarter finns listade i Catalogue of Life.